# Frederick Abberline
Frederick George Abberline (Blandford Forum, 8 gennaio 1843 – Bournemouth, 10 dicembre 1929) è stato un poliziotto britannico.
Fu capo della polizia metropolitana londinese e figura di spicco nell'indagine sugli omicidi di Jack lo squartatore a Whitechapel nel 1888.

## Biografia
Figlio di Edward Abberline e di sua moglie Hannah. Alla morte del padre, nel 1849, Fredrick e i suoi tre fratelli, Emily, Harriett ed Edward furono cresciuti unicamente dalla madre, che nel frattempo aveva aperto un piccolo negozio.

### Carriera nella polizia
Frederick si dedicò alla riparazione di orologi finché non lasciò il suo paese natio per trasferirsi a Londra, dove, il 5 gennaio 1863, entrò nella polizia metropolitana e venne assegnato alla Divisione N (distretto di Islington) con il numero di matricola 43519. Abberline impressionò così tanto i suoi superiori da meritarsi la promozione a Sergente appena due anni più tardi, il 19 agosto 1865. La promozione gli valse anche il trasferimento alla Divisione Y (distretto di Highgate).
Durante tutto il 1867 si occupò, come agente in borghese, dell'attività della Fratellanza Feniana. Venne nuovamente promosso, al grado di Ispettore, il 10 marzo 1873, e 3 giorni più tardi, il 13 marzo fu trasferito alla Divisione H a Whitechapel. L'8 aprile 1878 Abberline venne nominato responsabile del Dipartimento di Investigazione Criminale (CID) della Divisione H. Il 26 febbraio 1887 Abberline venne trasferito alla Divisione A (distretto di Whitehall), e successivamente spostato dall'ufficio centrale a Scotland Yard il 19 novembre 1887, promosso a Ispettore di Prima Classe il 9 febbraio 1888 e ad Ispettore Capo il 22 dicembre 1890.
Dopo l'omicidio di Mary Ann Nichols il 31 agosto 1888, Abberline viene rimandato a Whitechapel, vista la grande esperienza maturata nella zona. Fu messo subito a capo dei vari detective che stavano investigando sugli omicidi di Jack lo squartatore. In particolare, l'Ispettore Capo Walter Dew, un detective assegnato alla Divisione H di Whitechapel nel 1888, che conosceva molto bene Abberline, lo descrive come un uomo dalle sembianze di un direttore di banca, la cui profonda conoscenza della zona lo rese subito il membro più importante della squadra investigativa sugli omicidi di Whitechapel.
Nonostante i molti sospettati nel caso, le attenzioni di Abberline si concentrarono principalmente su Severin Antoniovich Klosowski, più noto come George Chapman. Abberline fu successivamente assegnato alle indagini sullo Scandalo di Cleveland Street del 1889. L'Ispettore Capo Abberline si ritirò dalla polizia l'8 febbraio 1892, dopo aver ricevuto 84 fra encomi e riconoscimenti, e lavorò per tre anni come investigatore privato a Monte Carlo, prima di divenire il capofila dell'Agenzia Europea della famosa Agenzia Investigativa Pinkerton, nella quale lavorò per 12 anni.

### Vita privata
Appassionato di orologi e di giardinaggio, Abberline si sposò due volte: la prima volta nel marzo 1868 con la venticinquenne Martha Mackness, figlia di un bracciante di Elton nel Northamptonshire; ma la ragazza morì di tubercolosi due mesi dopo le nozze. Il 17 dicembre 1876, quasi dieci anni prima degli eventi di Whitechapel, Abberline sposò la trentaduenne Emma Beament, figlia di un mercante di Hoxton New Town nello Shoreditch.
Anche se non ebbero figli, non ci sono prove che la coppia non fosse felice, anche perché il matrimonio durò sino alla morte di Frederick, quasi 50 anni più tardi.
Dopo il suo ritiro dall'agenzia Pinkerton nel 1904 Abberline si stabilì a Bournemouth.
Frederick George Abberline morì nel 1929 all'età di 86 anni nella sua casa di "Estcourt", al 195 di Holdenhurst Road a Bournemouth, e fu cremato presso il cimitero di Wimborne Road.
Nel 2007, a seguito di una campagna per il riconoscimento della tomba sconosciuta di Abberline, e con l'approvazione dei suoi parenti ancora in vita, una lapide in granito nero, inscritta e donata dal locale scalpellino, venne eretta nel luogo in cui Abberline e la sua seconda moglie Emma riposavano. Una placca commemorativa blu è stata posta il 29 settembre 2001 all'abitazione del 195 di Holdenhurst Road (adesso divisa in più appartamenti).

## Abberline nella cultura di massa
Molte opere di finzioni incentrate sul caso dello Squartatore hanno affidato ad Abberline, proprio in virtù del suo ruolo di capo della polizia di Scotland Yard, un ruolo centrale nei loro intrecci. In particolare c'è un'idea, erronea per quanto assai ricorrente per questioni di drammaticità, che Abberline fosse celibe e che instaurò un legame con una delle donne collegate agli eventi. Le due rappresentazioni cinematografiche più popolari lo riproducono anche come un tossicodipendente, ma su tale elemento non vi è alcuna base storica.
- Abberline è stato interpretato da Michael Caine nella miniserie televisiva La vera storia di Jack lo squartatore (Jack the Ripper) del 1988. Qui viene rappresentato come un alcolizzato che, tramite la ricerca dell'assassino, trova la forza necessaria per smettere di bere.
- Abberline ricopre un ruolo centrale nel romanzo grafico From Hell di Alan Moore ed Eddie Campbell (1991-1999), venendo poi impersonato da Johnny Depp nel suo adattamento cinematografico ad opera dei fratelli Hughes nel 2001. Nelle due opere, il personaggio viene tratteggiato in maniera radicalmente differente: nell'opera di Moore e Campbell, Abberline appare come un poliziotto di mezz'età rude ed un po' in sovrappeso, tuttavia simpatico ed alla mano, che tra i suoi colleghi spicca per l'inintaccabile etica lavorativa e ferrea tempra morale, e che alla fine, quando avrà finalmente scoperto la vera natura di Jack lo Squartatore, sceglie d'abbandonare i ranghi della polizia (trovando successivamente impiego nell'agenzia investigativa statunitense Pinkerton); nella trasposizione cinematografica, invece, diviene un investigatore di polizia estremamente intelligente e capace, assai all'avanguardia nelle tecniche investigative e per giunta in possesso di capacità chiaroveggenti (scelta deliberata dei registi per sopperire al ruolo di Robert James Lees, assente infatti nel loro adattamento), ed è rappresentato come un giovane ed attraente dandy oppiomane ed assiduo consumatore d'assenzio, che intuito il vero motivo dietro gli omicidi di Jack lo Squartatore, imbastirà - infruttuosamente - una sua crociata contro le potenti figure della classe governativa che muovono i fili di tutta la vicenda, finendo poi per morire per un'overdose.
- Abberline è stato interpretato da Gordon Christie nel 1973 nella miniserie televisiva Jack the Ripper.
- In "The Ripper", un episodio della serie televisiva The Collector, Abberline è stato interpretato da Robert Wisden.
- Abberline appare come personaggio in molti dei romanzi dell'Ispettore Lestrade di MJ Trow. Egli è generalmente descritto come incompetente e ostruzionista. Il primo romanzo della serie, Le avventure dell'Ispettore Lestrade (1985), inizia proprio con le conseguenze del caso dello Squartatore.
- Abberline è stato utilizzato come modello per il personaggio di Fred Abberline del manga Kuroshitsuji.
- Un ispettore di Scotland Yard chiamato Francis Abberline svolge un ruolo chiave nel thriller horror The Wolfman (film del 2010). Il detective, interpretato da Hugo Weaving, non è altro che una versione romanzata di Frederick Abberline, che viene a indagare sulle uccisioni selvagge che si verificano nel villaggio immaginario inglese di Blackmoor, anche se il protagonista, durante un interrogatorio, chiede ad Abberline se è lo stesso che si "occupò del caso dello Squartatore", un paio d'anni prima. Francis è stato, inoltre, il nomignolo di Frederick Abberline nella sua vita reale.
- Abberline viene menzionato nel romanzo Undead - Gli immortali.
- L'ispettore Abberline compare nella serie Ripper Street (2013).
- Abberline appare come un personaggio del manga Embalming - L'altra storia di Frankenstein.
- Abberline compare anche nel videogioco Assassin's Creed: Syndicate, nel quale aiuta i protagonisti, Jacob e Evie Frye, a risolvere diverse indagini e a svolgere molte missioni. Inoltre nel DLC Jack The Ripper, aiuta Evie a trovare Jack e salvare Jacob.